# Hainton
Hainton is een civil parish in het bestuurlijke gebied East Lindsey, in het Engelse graafschap Lincolnshire. In 2001 telde het dorp 121 inwoners.
In het Domesday Book van 1086 staat de parochie vermeld als Haintone, met 31 huishoudens en een oppervlakte van 0,4 km².
De aan de maagd Maria gewijde Anglicaanse parochiekerk, waarvan de oudste delen stammen uit de elfde eeuw, staat op de Britse monumentenlijst.